# Auckland
Auckland (maorsko Tāmaki Makaurau) je velemesto na Severnem otoku Nove Zelandije, najbolj naseljeno urbano območje države in peto največje mesto v Oceaniji. Auckland ima približno 1.440.300 prebivalcev (junij 2022). Leži v širši Aucklandski regiji — območje pod upravo Aucklandskega sveta — ki vključuje zunanja ruralna območja in otoke v zalivu Hauraki, in ima skupno prebivalstvo 1.695.200 prebivalcev. Čeprav še vedno tvorijo večino aucklandskega prebivalstva Novozelandski Evropejci, je mesto v poznem 20. stoletju postalo večkulturno in svetovljansko, pri čemer so Azijci leta 2018 predstavljali 31 odstotkov prebivalstva. Auckland ima četrto največje v tujini rojeno prebivalstvo na svetu, pri čemer se je 39 odstotkov prebivalcev rodilo v čezmorskih državah. S številnimi pacifiškimi Novozelandci je mesto tudi dom največje etnične polinezijske skupnosti na svetu. Maorsko ime za Auckland je Tāmaki Makaurau, kar pomeni »Tāmaki, ki si ga želijo mnogi« in se nanaša na zaželenost naravnih virov in geografskih danosti mesta.
Auckland leži med zalivom Hauraki na vzhodu, gorovjem Hunua na jugovzhodu, pristaniščem Manukau na jugozahodu ter gorovjem Waitākere in manjšimi hribovji na zahodu in severozahodu. Okoliško hribovje pokriva deževni gozd, pokrajina pa je posejana s 53 vulkanskimi središči, ki tvorijo Aucklandsko vulkansko polje. Osrednji del urbanega območja stoji na ožini med pristaniščem Manukau v Tasmanskem morju in pristaniščem Waitematā ob Tihem oceanu. Auckland je eno od redkih mest na svetu, ki imajo pristanišče na dveh ločenih vodnih telesih.
Aucklandska ožina je bila prvič poseljena okoli leta 1350 in je bila cenjena zaradi bogate in plodne zemlje. Maorsko prebivalstvo na območju naj bi pred prihodom Evropejcev doseglo 20.000 oseb. Po ustanovitvi britanske kolonije leta 1840 je William Hobson, takratni namestnik guvernerja, Auckland izbral kot njeno novo prestolnico. Območje je poimenoval po Georgeu Ednu, vojvodi Aucklandskem, britanskim prvim admiralu. Maorsko-evropski konflikt glede zemlje na območju je v sredini 19. stoletja pripeljal do vojne. Leta 1865 je Auckland kot glavno mesto zamenjal Wellington, vendar je Auckland še naprej rastel, sprva zaradi pristanišča ter gozdarjenja in kopanja zlata v zaledju, pozneje pa zaradi pašnega kmetovanja (zlasti mlečnega) v okolici ter proizvodnje v samem mestu. Večino zgodovine je bilo to največje mesto države. Danes je aucklandska centralna poslovna četrt vodilno novozelandsko gospodarsko središče. Mesto ima tudi cvetočo kulturo, ki je vplivala na druge po svetu, združujočo živahno umetniško sceno in bogato večkulturno zgodovino.
Univerza v Aucklandu, ustanovljena leta 1883, je največja univerza Nove Zelandije. Pomembne turistične znamenitosti mesta so narodnozgodovinske lokacije, festivali, scenske umetnosti, športne dejavnosti in različne kulturne ustanove, kot so Aucklandski vojni spominski muzej, Muzej transporta in tehnike, Aucklandska umetnostna galerija Toi o Tāmaki. Njegove arhitekturne znamenitosti so Pristaniški most, mestno hišo, stavba trajektnega terminala in stolp Sky Tower, ki je najvišji stolp in najvišja stavba na južni polobli. Mesto oskrbuje Aucklandsko letališče, ki ga na mesec obiščeta približno 2 milijona potnikov. Čeprav gre za eno najdražjih mest na svetu, je Auckland prepoznan kot eno najprijetnejših mest za bivanje, leta 2019 na tretjem mestu po Mercerjevi anketi kakovosti življenja in na prvem mestu po oceni Global Liveability Ranking revije The Economist.

## Zgodovina

### Zgodnja zgodovina
Aucklandsko ožino so okoli leta 1350 naselili Maori in je bila cenjena zaradi svoje bogate in rodovitne zemlje. Nastalo je veliko pā (utrjenih vasi), predvsem na vulkanskih vrhovih. Do začetka 17. stoletja je Te Waiohua, konfederacija plemen, kot so Ngā Oho, Ngā Riki in Ngā Iwi, postala glavna vplivna sila na Aucklandski ožini z glavnim pā v Maungakiekie / One Tree Hill, gori Māngere in Maungataketake. Konfederacija se je končala okoli leta 1741, ko je vrhovnega poglavarja Kiwija Tāmakija v bitki ubil poglavar Ngāti Whātua hapū Te Taoū Te Waha-akiaki. Od leta 1740 dalje je Ngāti Whātua Ōrākei postal glavna vplivna sila na Aucklandski ožini. Ocenjuje se, da je maorsko prebivalstvo na tem območju pred prihodom Evropejcev štelo okoli 20.000. Uvedba strelnega orožja ob koncu 18. stoletja, ki se je začela v regiji Northland, je porušila ravnotežje moči in privedla do uničujoče medplemenske vojne, ki se je začela leta 1807, zaradi česar so iwi, ki niso imeli novega orožja, iskali zatočišče na območjih, ki so bila manj izpostavljena obalnim napadom. Posledično je imela regija razmeroma nizko število Maorov, ko so se začeli naseljevati evropski Novozelandci.
20. marca 1840 je na območju pristanišča Manukau, kjer je kmetoval Ngāti Whātua, vrhovni poglavar Apihai Te Kawau podpisal Te Tiriti o Waitangi (te reo maorsko za pogodba iz Waitangija). Ngāti Whātua je iskal britansko zaščito pred Ngāpuhijem ter vzajemen odnos s krono in Cerkvijo. Kmalu po podpisu Te Tiriti je Ngāti Whātua Ōrākei novemu guvernerju Nove Zelandije Williamu Hobsonu podaril tuku (strateško darilo) 1400 hektarjev zemlje v pristanišču Waitematā za novo prestolnico, ki jo je Hobson poimenoval po Georgeu Edenu, grofu Aucklandskem, nato podkralju Indije. Auckland je bil ustanovljen 18. septembra 1840 in je bil uradno razglašen za prestolnico Nove Zelandije leta 1841, prenos uprave iz Russella (zdaj Old Russell) v Bay of Islands je bil dokončan leta 1842. Vendar pa je tudi v 1840 Port Nicholson (kasneje preimenovan v Wellington) veljal za boljšo izbiro za upravno prestolnico zaradi bližine Južnega otoka in Wellington je postal prestolnica leta 1865. Potem ko je izgubil status glavnega mesta, je Auckland ostal glavno mesto province Auckland do ukinitve deželne ureditve leta 1876.
Kot odgovor na trajajoči upor Hōne Hekeja sredi 1840-ih je vlada upokojene, a primerne britanske vojake in njihove družine spodbudila, da so se preselili v Auckland, da bi kot vojaki garnizije oblikovali obrambno črto okoli pristaniške naselbine. Ko so leta 1848 prispeli prvi Fencibles, se je severna vojna končala. Na jugu so bila nato zgrajena oddaljena obrambna mesta, ki so se raztezala v liniji od pristaniške vasi Onehunga na zahodu do Howicka na vzhodu. Vsako od štirih naselij je imelo okoli 800 naseljencev; možje so bili v nujnih primerih popolnoma oboroženi, vendar so skoraj ves čas porabili za vdiranje v zemljo in vzpostavljanje cest.
V zgodnjih 1860-ih je Auckland postal oporišče proti maorskemu kraljevemu gibanju in 12.000 kraljevih vojakov, nameščenih tam, je povzročilo močan zagon lokalne trgovine. To in nadaljevanje gradnje cest proti jugu v regijo Waikato je omogočilo širjenje vpliva Pākehā (evropskih Novozelandcev) iz Aucklanda. Prebivalstvo mesta je raslo dokaj hitro, s 1500 leta 1841 na 3635 leta 1845,nato na 12.423 do leta 1864. Rast se je zgodila podobno kot v drugih mestih, kjer je prevladovala trgovina, predvsem okoli pristanišča in s težavami prenaseljenosti in onesnaženosti. Populacija nekdanjih vojakov v Aucklandu je bila veliko večja kot v drugih naseljih: okoli 50 odstotkov prebivalstva je bilo Ircev, kar je bilo v velikem nasprotju z večino angleških naseljencev v Wellingtonu, Christchurchu ali New Plymouthu. Večini naseljencev v zgodnjem obdobju so pomagali s poceni prehodom na Novo Zelandijo.

### Sodobna zgodovina
Tramvaji in železniške proge so oblikovali hitro širitev Aucklanda v prvi polovici 20. stoletja. Vendar pa je po drugi svetovni vojni v mestnem prometnem sistemu in urbani obliki vse bolj prevladovalo motorno vozilo. Glavne ceste so postale opredeljujoče in geografsko ločevalne značilnosti urbane krajine. Prav tako so omogočili nadaljnjo množično širitev, ki je povzročila rast predmestnih območij, kot je severna obala (zlasti po izgradnji pristaniškega mostu Auckland v poznih 1950-ih) in mesto Manukau na jugu.
Gospodarska deregulacija sredi 1980-ih je povzročila zelo dramatične spremembe v gospodarstvu Aucklanda in mnoga podjetja so svoje sedeže preselila iz Wellingtona v Auckland. Regija je bila zdaj živčno središče celotnega nacionalnega gospodarstva. Aucklandu je koristil tudi porast turizma, ki je pripeljal 75 odstotkov mednarodnih obiskovalcev Nove Zelandije prek letališča. Pristanišče v Aucklandu je leta 2015 pretovorilo 31 odstotkov kontejnerske trgovine v državi.
Podoba mestnega Aucklanda se je spremenila, ko je vladna politika priseljevanja leta 1986 začela dovoljevati priseljence iz Azije. To je pripeljalo do tega, da je Auckland postal večkulturno mesto z ljudmi vseh etničnih pripadnosti. Po podatkih popisa iz leta 1961 so Maori in pacifiški otočani predstavljali 5 odstotkov prebivalstva Aucklanda; Azijci manj kot 1 odstotek. Do leta 2006 je azijsko prebivalstvo v Aucklandu doseglo 18,0 odstotka, v osrednjem mestu pa 36,2 odstotka. Novi prišleki iz Hongkonga, Tajvana in Koreje so dali poseben značaj območjem, kjer so se združili, medtem ko je vrsta drugih priseljencev v predmestje uvedla mošeje, hindujske templje, halal mesnice in etnične restavracije.

## Geografija

### Obseg
Meje Aucklanda so nenatančno določene. Mestno območje Aucklanda, kot ga opredeljuje Statistični urad Nove Zelandije v skladu s statističnim standardom za geografska območja 2018 (SSGA18), obsega 607,07 kvadratnih kilometrov in sega do Long Baya na severu, Swansona na severozahodu, in Runciman na jugu. Funkcionalno urbano območje Aucklanda (območje dnevnega prometa) se razteza od južno od Warkwortha na severu do Meremereja na jugu, ki vključuje obalo Hibiscus na severovzhodu, Helensville, Parakai, Muriwai, Waimauku, Kumeū-Huapai in Riverhead na severozahodu, Beachlands -Pine Harbour in Maraetai na vzhodu ter Pukekohe, Clarks Beach, Patumāhoe, Waiuku, Tuakau in Pōkeno (slednja dva v regiji Waikato) na jugu.[45] Auckland je največje mestno območje Nove Zelandije.
Mestno območje Aucklanda leži znotraj regije Auckland, upravne regije, ki je dobila ime po mestu. Regija obsega mestno središče, pa tudi predmestja, okoliška mesta, bližnje obalne otoke in podeželska območja severno in južno od mestnega območja.
Osrednje poslovno okrožje Aucklanda je najbolj pozidano območje v regiji. Pokriva 433 hektarjev v trikotnem območju in je omejeno z obalo Aucklanda v pristanišču Waitematā in mestnimi predmestji Ponsonby, Newton in Parnell.

### Pristanišča in zaliv
Osrednja območja mesta so na Aucklandski ožini, široka manj kot dva kilometra na najožji točki, med zalivom Māngere in reko Tamaki. To ožino obkrožata dve pristanišči: pristanišče Waitematā na severu, ki sega proti vzhodu do zaliva Hauraki / Tīkapa Moana in od tod do Tihega oceana, in pristanišče Manukau na jugu, ki se odpira proti zahodu Tasmanovem morju.
Mostovi se raztezajo čez dele obeh pristanišč, zlasti  Aucklandski pristaniški most, ki prečka pristanišče Waitematā zahodno od osrednjega poslovnega okrožja. Most Māngere in Zgornji pristaniški most (Upper Harbour Bridge) se raztezata čez zgornji tok pristanišča Manukau oziroma Waitematā. V prejšnjih časih so prevozniki prečkali najožje dele ožine.
Več otokov v zalivu Hauraki / Tīkapa Moana je pod upravo regije Auckland, čeprav niso del mestnega območja Aucklanda. Deli otoka Waiheke dejansko delujejo kot predmestje Aucklanda, medtem ko so različni manjši otoki v bližini Aucklanda večinoma consko določeni »rekreacijski odprti prostori« ali pa so naravna svetišča.

### Podnebje
Po Köppnovi podnebni klasifikaciji ima Auckland oceansko podnebje (Cfb), medtem ko je po podatkih Nacionalnega inštituta za raziskave vode in atmosfere (NIWA) njegovo podnebje razvrščeno kot subtropsko s toplimi vlažnimi poletji in blagimi vlažnimi zimami. Je najtoplejše glavno središče Nove Zelandije. Povprečna najvišja dnevna temperatura je februarja 23,7 °C in julija 14,7 °C. Najvišja zabeležena temperatura je 12. februarja 2009 znašala 34,4 °C, najnižja pa je bila −3,9 °C, čeprav obstaja tudi neuradna najnižja temperatura pri −5,7 °C, posneto v gozdu Riverhead junija 1936.
Sneženje je izredno redko: najpomembnejši padavine od začetka 20. stoletja so bile 27. julija 1939, ko je sneg zapadel tik pred zoro in je na gori Eden menda ležalo pet centimetrov snega. Snežinke so bile vidne tudi 28. julija 1930 in 15. avgusta 2011.
Zmrzali v Aucklandu so redke in pogosto lokalne. Henderson Riverpark prejme letno povprečje 27,4 zmrzali tal na leto, medtem ko letališče Auckland prejme letno povprečje 8,7 zmrzali tal na leto.
Povprečna temperatura morja okoli Aucklanda se skozi leto spreminja. Temperatura vode je najtoplejša februarja, ko je v povprečju 21 °C, medtem ko je avgusta temperatura vode najhladnejša, v povprečju 14 °C.
Prevladujoči vetrovi v Aucklandu so pretežno z jugozahoda. Povprečna letna hitrost vetra za letališče Auckland je 18 kilometrov na uro (11 mph). V poletnih mesecih je v Aucklandu pogosto piha morski vetrič, ki se začne zjutraj in spet pojenja zvečer. Zgodnje jutranje zatišje na ožini ob ustaljenem vremenu, preden se dvigne morski vetrič, je bilo opisano že leta 1853: »V vseh letnih časih je lepota dneva v zgodnjem jutru. Takrat na splošno velja slovesna tišina in prevladuje popolna mirnost ...«.
Megla je pogost pojav zlasti jeseni in pozimi. Na letališču Whenuapai je povprečno 44 meglenih dni na leto.
Auckland občasno trpi zaradi onesnaženosti zraka zaradi emisij drobnih delcev. Obstajajo tudi občasne kršitve priporočenih ravni ogljikovega monoksida. Medtem ko morski vetrovi običajno razmeroma hitro razpršijo onesnaženje, lahko včasih postane vidno kot smog, zlasti v mirnih zimskih dneh.

### Vulkani
Mesto Auckland se razprostira na Aucklandskem vulkanskem polju, območju, ki je v preteklosti ustvarilo najmanj 53 majhnih vulkanskih središč v zadnjih približno 193.000 letih, ki jih predstavlja vrsta površinskih značilnosti, vključno z maari (eksplozijskimi kraterji), tufnimi obroči, stožci in lavnimi tokovi. V celoti se napaja z bazaltno magmo, ki izvira iz plašča na globini 70–90 km pod mestom in ni povezana z eksplozivnim, subdukcijsko usmerjenim vulkanizmom vulkanske cone Taupō v regiji Aotearoa na osrednjem Severnem otoku Nove Zelandije, ~250 km stran. Aucklandsko vulkansko polje velja za monogenetsko vulkansko polje, pri čemer vsak vulkan izbruhne samo enkrat, običajno v časovnem okviru od tednov do let pred prenehanjem dejavnosti. Prihodnja eruptivna aktivnost ostaja grožnja mestu in se bo verjetno zgodila na novi, neznani lokaciji znotraj polja. Najnovejša aktivnost se je zgodila približno leta 1450 našega štetja na vulkanu Rangitoto. Temu dogodku so bili priča maorski prebivalci tega območja, zaradi česar je bil to edini izbruh znotraj vulkanskega polja, ki so ga doslej opazili ljudje.
Aucklandsko vulkansko polje je veliko prispevalo k rasti in blaginji regije Auckland, odkar so to območje naselili ljudje. Sprva so maunge (scoria stožci) zasedli in ustanovili kot pā (utrjene naselbine) Maori zaradi strateške prednosti, ki jo je njihova višina zagotavljala pri nadzoru nad viri in ključnimi pristani med pristaniščema Waitematā in Manukau. Bogata vulkanska prst na teh območjih se je izkazala tudi za idealno za gojenje poljščin, kot je batata. Po prihodu Evropejcev so bile številne maunge spremenjene v kamnolome za oskrbo rastočega mesta z agregati in gradbenimi materiali, zaradi česar so bile močno poškodovane ali popolnoma uničene. Med zemeljskimi deli je bilo odstranjenih tudi več manjših maarskih kraterjev in tufnih obročev. Večina preostalih vulkanskih središč je zdaj ohranjenih v rekreacijskih rezervatih, ki jih upravljajo Aucklandski svet, Oddelek za ohranjanje in oblast Tūpuna Maunga o Tāmaki Makaurau.

## Demografija
Azijci so najhitreje rastoča etnična skupina v Aucklandu.
Mestno območje Aucklanda, kot ga opredeljuje statistika Nove Zelandije, obsega 607,07 km². Mestno območje ima od junija 2023 ocenjeno 1.478.800 prebivalcev, kar je 28,3 odstotka prebivalstva Nove Zelandije. Mesto ima več prebivalcev kot celoten Južni otok (1.225.000).
Mestno območje Aucklanda je imelo ob popisu prebivalstva na Novi Zelandiji leta 2018 običajno 1.346.091 prebivalcev, kar je povečanje za 122.343 ljudi (10,0 %) od popisa leta 2013 in povečanje za 212.484 ljudi (18,7 %) od popisa leta 2006. Bilo je 665.202 moških in 680.886 žensk.
Auckland doživlja znatno rast prebivalstva zaradi priseljevanja (dve tretjini rasti) in naravnega povečanja prebivalstva (ena tretjina) in naj bi do leta 2031 narasel na približno 1,9 milijona prebivalcev. To občutno povečanje števila prebivalstva bo imelo velik vpliv na prometno, stanovanjsko in drugo infrastrukturo, ki je, zlasti v primeru stanovanj, že pod pritiskom. Scenarij z visokimi odstopanji kaže, da bo prebivalstvo regije do leta 2031 naraslo na več kot dva milijona.

## Kultura

### Arhitektura
Auckland obsega raznolikost arhitekturnih slogov zaradi svojih zgodnjih začetkov kot naselja, od viktorijanske dobe vse do sodobne dobe poznega 20. stoletja. Mesto ima veljavno zakonodajo za zaščito preostale dediščine, pri čemer je ključni del zakonodaje Zakon o upravljanju virov iz leta 1991. V skladu s to zakonodajo je pripravljen enotni načrt Aucklanda, ki navaja, kako se lahko uporablja ali razvija zemljišče. Pomembne zgodovinske stavbe v Aucklandu so stavba Dilworth, trajektni terminal Auckland, stavbo Guardian Trust, stara carinarnica, Landmark House,mestna hiša in železniška postaja Waitematā – mnoge od teh so na glavni prometnici Queen Street.

### Umetnost
V Aucklandu potekajo številni umetniški dogodki, vključno z Aucklandskim festivalom, Aucklandskim trienalom, Novozelandskim mednarodnim festivalom komedije in Novozelandskim mednarodnim filmskim festivalom. Orkester Aucklandske filharmonije je stalni simfonični orkester mesta in regije, ki izvaja svojo serijo koncertov ter spremlja opero in balet. Dogodki, ki slavijo kulturno raznolikost mesta, vključujejo festival Pasifika, Polyfest in festival luči v Aucklandu, ki so vsi največji te vrste na Novi Zelandiji. Poleg tega Auckland redno gosti Novozelandski simfonični orkester in Kraljevi novozelandski balet. Auckland je del Unescove mreže ustvarjalnih mest v kategoriji glasbe.
Pomembne ustanove s Aucklandska umetnostna galerija, Vojni spominski muzej Aucklanda, Novozelandski pomorski muzej, Narodni muzej kraljeve mornarice Nove Zelandije ter Muzej prometa in tehnologije. Umetnostna galerija je največja samostojna galerija na Novi Zelandiji z zbirko več kot 15.000 umetniških del, vključno z uglednimi novozelandskimi in pacifiškimi otoškimi umetniki, pa tudi z mednarodnimi zbirkami slik, kipov in grafike, ki segajo od leta 1376 do danes.

### Parki in narava
Auckland Domain je eden največjih parkov v mestu, je blizu Auckland CBD in ima dober pogled na zaliv Hauraki / Tīkapa Moana in otok Rangitoto. Manjši parki v bližini mestnega središča so Albert Park, Myers Park, Western Park in Victoria Park.
Medtem ko je bila večina vulkanskih stožcev na vulkanskem polju v Aucklandu prizadeta zaradi kamnolomov, je veliko preostalih stožcev zdaj znotraj parkov in ohranjajo bolj naraven značaj kot okoliško mesto. Prazgodovinska zemeljska dela in zgodovinske utrdbe so v več teh parkih, vključno z Maungawhau / Mount Eden, North Head in Maungakiekie / One Tree Hill.
Drugi parki po mestu so v rezervatu Western Springs, ki ima velik park, ki meji na muzej MOTAT in živalski vrt Auckland. Aucklandski botanični vrtovi so južneje, v Manurewi.
Trajekti zagotavljajo prevoz do parkov in naravnih rezervatov Devonport, otok Waiheke, otok Rangitoto in Tiritiri Matangi. Regionalni park Waitākere Ranges zahodno od Aucklanda ima razmeroma neokrnjeno grmičevje, prav tako Hunua Ranges na jugu.

## Gospodarstvo
Auckland je glavno gospodarsko in finančno središče Nove Zelandije. Ima napredno tržno gospodarstvo z močmi v financah, trgovini in turizmu. Večina velikih mednarodnih korporacij ima pisarne v Aucklandu.  Največja trgovska in industrijska območja regije Auckland so centru in zahodnih delih Manukaua, ki večinoma mejijo na pristanišče Manukau in estuarij reke Tamaki.
Mreža za raziskovanje globalizacije in svetovnih mest je Auckland uvrstila med svetovna mesta Beta + zaradi njegovega pomena v trgovini, umetnosti in izobraževanju.
Po popisu leta 2013 so glavne zaposlitvene dejavnosti prebivalcev Aucklanda strokovne, znanstvene in tehnične storitve (11,4 odstotka), proizvodnja (9,9 odstotka), trgovina na drobno (9,7 odstotka), zdravstvo in socialna pomoč (9,1 odstotka) ter izobraževanje in usposabljanje (8,3 odstotka). Proizvodnja je največji delodajalec na območjih lokalnih odborov Henderson-Massey, Howick, Māngere-Ōtāhuhu, Ōtara-Papatoetoe, Manurewa in Papakura, trgovina na drobno je največji delodajalec na območju lokalnih odborov Whau, medtem ko so strokovne, znanstvene in tehnične storitve največji delodajalec v preostalih območjih mestnih lokalnih skupnosti.
Podnacionalni BDP regije Auckland je bil leta 2022 ocenjen na 122 milijard novozelandskih dolarjev, kar je skoraj 40 odstotkov nacionalnega BDP Nove Zelandije. BDP na prebivalca v Aucklandu je bil ocenjen na 71.978 $, tretji najvišji v državi za regijama Taranaki in Wellington ter nad državnim povprečjem 62.705 $.

## Turizem
Pred pandemijo COVID-19 je turizem, povezan z Aucklandom, spodbudil novozelandsko gospodarstvo. Številni turisti, ki obiščejo Novo Zelandijo, prispejo preko letališča Auckland, prihajajo pa tudi ladje za križarjenje.
Turistične znamenitosti v Aucklandu so:
Znamenitosti in stavbe
- Aotea Square – glavni trg v CBD, ki meji na Queen Street, Aotea Center in Auckland Town Hall
- Aucklandska umetnostna galerija – glavna umetniška galerija v mestu
- Aucklandsko mestno gledališče – mednarodno pomembno atmosfersko gledališče, zgrajeno leta 1929. Leta 2000 je bilo prenovljeno v prvotno stanje
- Aucklandski pristaniški most – most, ki prečka pristanišče Waitematā. Povezuje osrednji Auckland in severno obalo ter velja za ikonični simbol Aucklanda.
- Aucklandska mestna hiša – prvotno zgrajena za mestni svet Aucklanda leta 1911, je zdaj slavnostni sedež sveta Aucklanda. Dvorana ima gledališče, ki je znano po kakovosti svoje akustike in se redno uporablja za koncerte in druge nastope v živo.
- Aucklandski vojni spominski muzej – velik muzej z več razstavami v aucklandski domeni v neoklasicističnem slogu. Zgrajen je bil leta 1929.
- Aucklandski živalski vrt – glavni živalski vrt v mestu je v Western Springsu
- Aotea Center – civilno središče, ki je bilo dokončano leta 1989. Gosti razstave, koncerte in druge nastope v živo.
- Železniška postaja Waitematā – glavno središče javnega prevoza v CBD. To je edvardijanska stavba, ki je bila prej glavna mestna pošta.
- Eden Park – glavni mestni stadion in pogost gostitelj mednarodnih tekem ragbija in kriketa. Leta 1987 in 2011 je gostil finale svetovnega pokala v ragbiju.
- Karangahape Road – pogovorno znana kot »K Road«, ulica na južnem koncu CBD, ki meji na predmestje Newton. Zdaj je lokalno znano po kavarnah in restavracijah, barih, pubih, glasbenih prizoriščih in trgovinah. V preteklosti je bila to četrt rdečih luči v Aucklandu.
- Akvarij Kelly Tarlton – akvarij in antarktično okolje v vzhodnem predmestju Mission Baya, zgrajeno v nizu nekdanjih rezervoarjev za odplake. Predstavlja široko paleto morskih živali.
- Muzej prometa in tehnologije (MOTAT) – muzej prometa in tehnologije v Western Springsu
- Novozelandski pomorski muzej – muzej z razstavami in zbirkami, povezanimi s pomorsko zgodovino Nove Zelandije. Nahaja se na pristanišču Hobson Wharf, ki meji na pristanišče Viaduct.
- Ponsonby – predmestje zahodno od osrednjega Aucklanda, znano po številnih neodvisnih kavarnah, restavracijah, trgovinah in obsežni zbirki viktorijanskih in edvardijanskih stanovanj.
- Queen Street – glavna komercialna prometnica CBD, ki poteka od ceste Karangahape navzdol do pristanišča
- Rainbow's End – zabaviščni park z več kot 20 vožnjami in atrakcijami, ki se nahajajo ob Manukau CBD
- Stolnica sv. Patrika, Auckland|Stolnica sv. Patrika]] – katoliška stolnica v Aucklandu. Gre za neogotsko stavbo iz 19. stoletja, ki je bila med letoma 2003 in 2007 prenovljena zaradi prenove in strukturne podpore.
- Sky Tower – najvišja prostostoječa zgradba na južni polobli. To je 328 m.
- Spark Arena – prireditveni center v središču Aucklanda, dokončan leta 2007. Sprejme 12.000 ljudi in se uporablja za športne dogodke in koncerte.
- Viaduct Harbor – prej industrijsko pristanišče, bazen pa je bil v devetdesetih letih prejšnjega stoletja preurejen v marino in stanovanjsko območje. Leta 2000 in 2003 je služil kot baza za regate za ameriški pokal.

Naravne znamenitosti
- Auckland Domain – zgrajen na vrhu tufastega obroča vulkana Pukekawa leta 1843, je najstarejši in eden največjih parkov v mestu. Je na stičišču predmestij Parnell, Newmarket in Grafton, blizu CBD in ponuja jasen pogled na pristanišče in otok Rangitoto. Aucklandski vojni muzej je na najvišji točki parka.
- Maungawhau / Mount Eden – vulkanski stožec s travnatim kraterjem. Najvišja naravna točka na Aucklandski ožini ponuja 360-stopinjski pogled na mesto in je zato priljubljena turistična točka.
- Maungakiekie / One Tree Hill – vulkanski stožec, ki prevladuje nad obzorjem južnega notranjega predmestja. Na vrhu nima več dreves (po politično motiviranem napadu na nekdanje drevo), ampak ga krona obelisk.
- Otok Rangitoto – otok, ki varuje vhod v pristanišče Waitematā in tvori vidno značilnost na vzhodnem obzorju. Otok je nastal zaradi vulkanskega izbruha pred približno 600 leti, zaradi česar je hkrati najmlajši in največji vulkan v Aucklandskem vulkanskem polju. Otok doseže višino 260 m in ponuja panoramski razgled na Auckland.
- Takarunga/Mount Victoria in Maungauika/North Head – bližnji vulkanska stožca v Devonportu, ki ponujata pogled na pristanišče Waitematā in CBD. Oba hriba sta bila utrjena s topništvom in bunkerji v poznem 19. stoletju in sta bila vzdrževana kot obalna obramba do 1950-ih.
- Otok Tiritiri Matangi - otok v zalivu Hauraki / Tīkapa Moana, ki je 30 km severovzhodno od centra Aucklanda. Otok je odprt naravni rezervat, ki ga upravlja Ministrstvo za varstvo narave. Posebej je znan po svojem ptičjem življenju, vključno s takahe, kōkako in kivijem na severnem otoku.
- Otok Waiheke – drugi največji otok v zalivu Hauraki / Tīkapa Moana, ki je 21,5 km vzhodno od centra Aucklanda. Znan je po svojih plažah, gozdovih, vinogradih in oljčnih nasadih.
- Waitākere Ranges, hribovje približno 25 km zahodno od centra. Hribi potekajo od severa proti jugu vzdolž zahodne obale Severnega otoka približno 25 km in se dvigajo do vrha 474 metro. Velik del hribovja leži v regionalnem parku, ki vključuje številne sprehajalne poti. Obalne pečine se dvigajo do 300 metro, občasno jih razkosajo plaže; priljubljene plaže za deskanje na tem območju so Piha, Muriwai, Te Henga (Bethells Beach) in Karekare.